# Скляревский, Вадим Валентинович
Вадим Валентинович Скляревский (1922. Баку — 1988 Москва ) — советский физик, доктор физико-математических наук, дважды лауреат Государственной премии СССР (1969, 1976).
Член ВКП(б)/КПСС с 1950 г.
Родился в 1922 г. в Баку.
В 1941—1942 гг. служил в РККА, участник войны, награждён орденом Отечественной войны II степени (06.04.1985).
С 1946 г. работал в ИАЭ имени И. В. Курчатова АН СССР, с 1961 г. старший научный сотрудник, с 1969 г. зав. лабораторией.
В 1958 г. защитил кандидатскую диссертацию на тему «Исследование мягких гамма-лучей, возникающих при взаимодействии тепловых нейтронов с ядрами». В 1971 г. защитил докторскую диссертацию:
- Исследование некоторых ядерных явлений в твердых телах : диссертация … доктора физико-математических наук : 01.00.00 / В. В. Скляревский. — Москва, 1971. — 207 с. : ил.

Государственная премия СССР 1969 года — за участие в открытии и исследовании эффекта возникновения сильных магнитных полей сверхтонкого взаимодействия на ядрах немагнитных элементов в ферромагнетике и разработке нового метода поляризации атомных ядер.
Государственная премия СССР 1976 года — за цикл работ по предсказанию, обнаружению и исследованию эффекта подавления ядерных реакций в совершенном кристаллах.